# Galerina pseudocamerina
Galerina pseudocamerina är en svampart som beskrevs av Singer 1951. Galerina pseudocamerina ingår i släktet Galerina och familjen Strophariaceae.   Inga underarter finns listade i Catalogue of Life.